# Ilexá Leste
Ilexá Leste (em inglês: Ilesa East) é uma Área de Governo Local no estado de Oxum, Nigéria. Sua sede está em Iyemogun na cidade de Ilexá.
Possui uma área de 71 kme uma populaçãoa de 105.416 no censo de 2006.
O código postal da área é 233.